# Behemoth (banda)
Behemoth es una banda polaca de blackened death metal formada en octubre de 1991 en Gdańsk, originalmente con el nombre Baphomet. En los primeros años su música se calificaba como black metal, desde 1994 como metal pagano, usando grabaciones de guitarra acústica. Posteriormente, la banda comenzó a tocar death metal, sustituyendo la temática pagana por el ocultismo y la mitología de Oriente Medio. El nombre del grupo es el de una bestia o monstruo de la mitología hebrea, llamado Behemot. 
La banda ha sido considerada una parte importante dentro de la escena polaca del metal extremo, junto con otros grupos como Vader, Decapitated, Crionics, Vesania y Hate.

## Biografía
La banda ha variado el estilo a lo largo de su carrera, al principio tenía un estilo totalmente black metal, pero fue cambiando hasta convertirse en blackened death metal.
Nergal es el único miembro original de la banda. Empezó el proyecto en 1990 con unas grabaciones de escasa calidad como Endless Damnation y The Return of the Northern Moon, el más significativo fue From the Pagan Vastlands hecho en 1993, el cual mostraba el potencial de Nergal como escritor y compositor.
Después de firmar con una discográfica poco conocida de Italia llamada Entropy, la banda grabó su primer miniálbum titulado And the Forests Dream Eternally en el año 1994, seguido de su debut oficial con el disco Sventevith (Storming near the Baltic), hecho junto a la discográfica polaca Pagan. Este álbum dio a la banda fama internacional, y tuvieron la oportunidad de firmar con una discográfica alemana y grabar su segundo trabajo titulado Grom. Con Grom la banda tuvo su primera gira europea (Pagan Triumph tour 1996) y ganó la aprobación de los fanáticos de la escena metalera.
Luego vendría el trabajo llamado Pandemonic Incantations, grabado con una nueva formación donde destaca el baterista Inferno, quien fue variando poco a poco el estilo de la banda. Este álbum mostraría la calidad de Behemoth, haciéndola famosa en Polonia y el resto de los países europeos.
Luego de un extenso tour en otoño de 1998, la banda sacaría un trabajo titulado Satanica. El éxito de esta grabación se vio reflejado en los tours que tuvo junto a Deicide y a Satyricon. En este periodo lleno de éxitos vendrían también cambios dentro de la formación de la banda. En el bajo llega Novy (actual miembro de Vader) y como guitarrista Havok.
Thelema.6 le da a la banda las principales características del death metal. El 2000 participan en otro tour europeo llamado X-Mass Festivals, donde la banda compartió escenario con Morbid Angel, The Crown, Dying Fetus, Enslaved, por nombrar algunas.

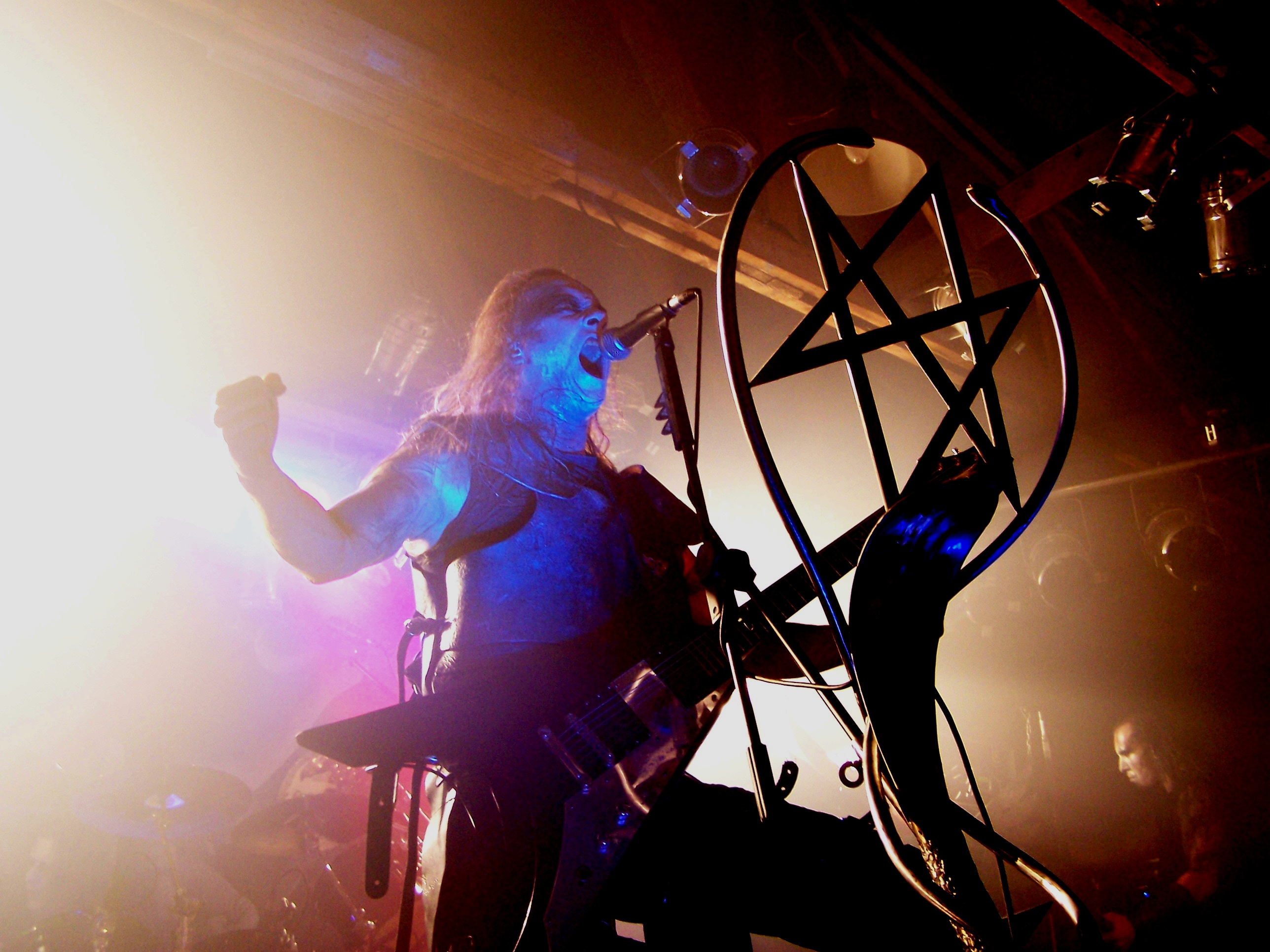
Nergal (con un hexagrama unicursal) durante el Apostasy Tour en 2007.

En el 2001, Behemoth se enfoca a escribir material para su sexto álbum. Mientras tanto, también se dedican a encabezar una gira por Rusia, Bielorrusia y Ucrania. Habiendo concluido las grabaciones de las nuevas canciones, Behemoth ingresa a los estudios Hendrix de nueva cuenta y con ayuda de su amigo, el ingeniero de sonido Arkadiusz Malczewski, produjeron Zos Kia Cultus (Here and Beyond).

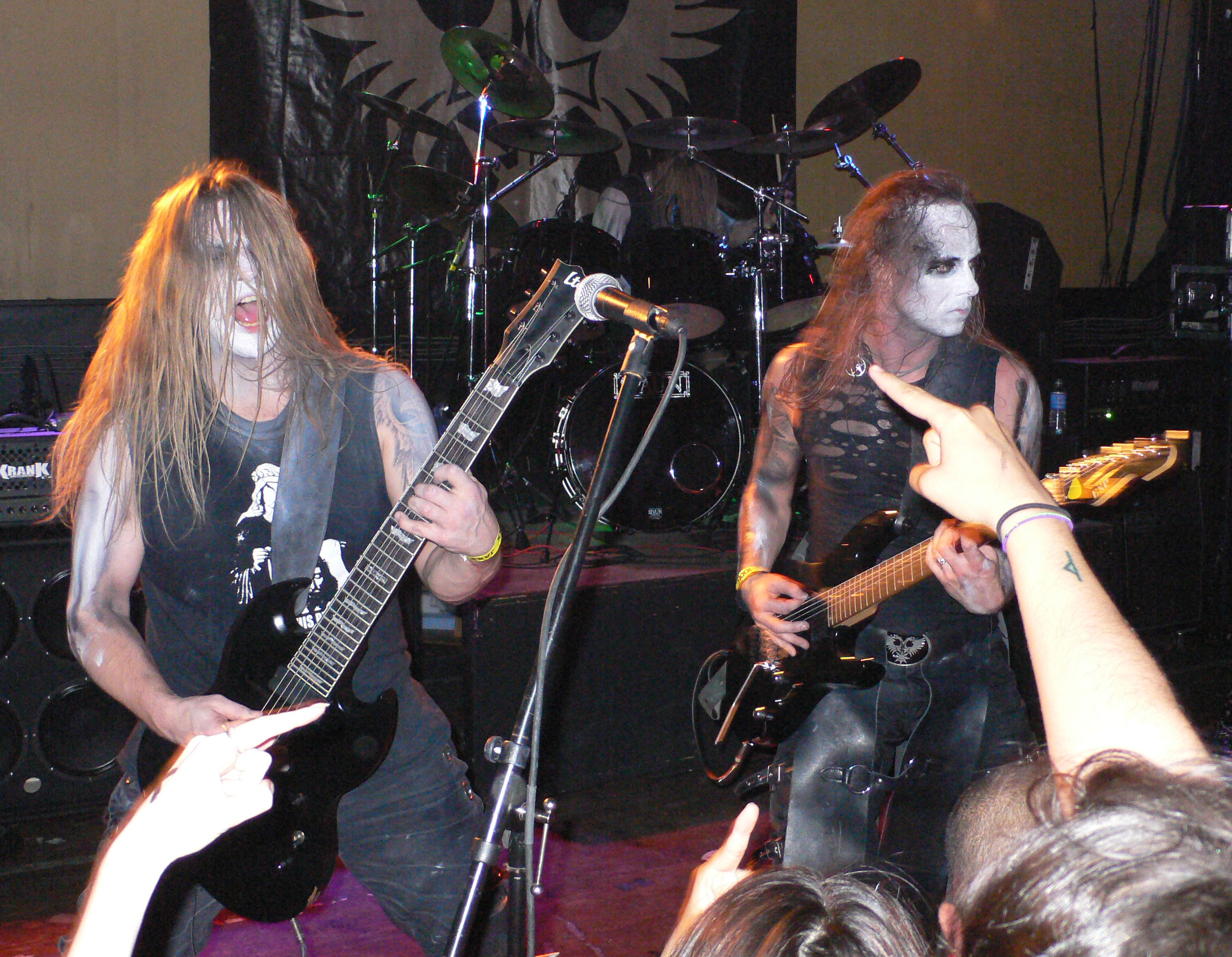
Behemoth en el Jaxx Nightclub en el 2007.

En febrero de 2003, la banda inició su primera gira por Noruega, tocando en ciudades como Bergen, Oslo y Stavanger. El 11 de marzo de 2003, "the American premiere", programado por Century Media Records, colocó a Behemoth en los encabezados de una gira (su primera gira) en el continente americano. Dicha gira comenzó el 9 de marzo en el Metalfest de Nueva Jersey y continuó con un aceptable número de shows a través de América y Canadá, acompañados por Deicide, Revenge, Vehemence y Amon Amarth. Poco después de su gira por Estados Unidos, la banda fue invitada a participar en el Blackest of the Black Tour de Glenn Danzig. Este legendario festival incluía a bandas como Danzig, Superjoint Ritual, Nile y Opeth. En el otoño de 2003, Behemoth viajó de nueva cuenta a Estados Unidos para completar su tercer gira, al lado de Six Feet Under, Skinless y The Black Dahlia Murder. La banda tocó en el Tuska Festival en Finlandia, junto con Ministry, Soulfly, entre otros. En ese momento, debido a algunas dificultades entre los integrantes, Havok y Novy deciden dejar Behemoth para enfocarse en sus actividades con sus respectivas bandas, no sin antes concluir una gira por el Reino Unido y el resto de Europa. 
En el 2004, salió al mercado su séptimo álbum de estudio, Demigod el cual obtuvo una buena recepción y críticas positivas. Grabado en los estudios Hendrix, el álbum debutó en el puesto número 15 de la lista nacional de álbumes polacos. Se filmaron también los videos musicales para las canciones "Conquer All" y "Slaves Shall Serve". En el otoño del 2005 la banda encabezó el Demigod supremacy Canadian tour 2005 con Necronomicon. 
En el 2007, la banda inició una gira por Europa al lado de Napalm Death, Moonspell y Dew-Scented. Behemoth lanzó también su octavo álbum, The Apostasy en julio de ese año. Fue grabado en los estudios Radio Gdańsk en diciembre de 2006. Poco después del lanzamiento, la banda participó en el Ozzfest 2007 encabezando el segundo escenario, convirtiéndose así en una de las cuatro bandas no-estadounidenses en tocar en dicho festival ese año. En octubre-noviembre del 2007, la banda tocó en su primera gira únicamente en los Estados Unidos encabezando carteles, al lado de Job for a Cowboy, Gojira y Beneath the Massacre. En ese mismo periodo, la banda también estuvo de gira por Europa al lado de Kataklysm y Aborted. 

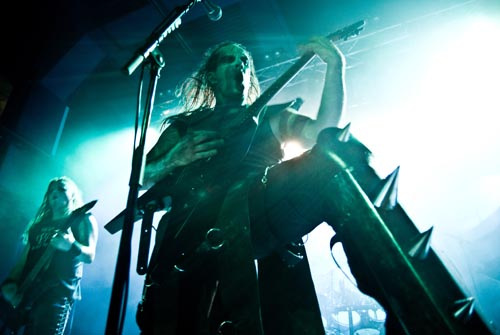
en vivo en el Hole in the Sky 2008.

En febrero del 2008 Behemoth comenzó una gira con Suicide Silence. En abril y mayo del 2008 la banda participó en el "The Invaluable Darkness" tour por Norteamérica encabezado por Dimmu Borgir y con la participación de Keep of Kalessin. Behemoth pasó el verano tocando en una gran cantidad de festivales por toda Europa.
En octubre del 2008, Behemoth lanza su primer álbum en vivo, At the Arena ov Aion – Live Apostasy, seguido de un EP titulado Ezkaton, el cual contiene una versión regrabada de Chant for Eschaton 2000, una canción inédita, dos covers y tres canciones en vivo. El EP salió a la venta en Norteamérica el 11 de noviembre.
En marzo del 2009, la banda sugirió que su nuevo álbum fuera producido por el británico Colin Richardson. Behemoth lanzó el álbum titulado "Evangelion" el 9 de agosto a través de Nuclear Blast en Europa y el 11 de agosto a través de Metal Blade en Estados Unidos. Shemhamforash, una canción de este álbum fue lanzado en julio del 2009 en su página de Myspace.
En julio y agosto del 2009, Behemoth participó en el Rockstar Mayhem Festival junto a una gran variedad de bandas de diversos estilos de heavy metal como Slayer, Bullet for My Valentine, All That Remains, Trivium, Marilyn Manson, Cannibal Corpse y Job for a Cowboy. En septiembre del 2009, la banda encabezó el tour polaco "New Evangelion" al lado de Azarath, Black River y Hermh.

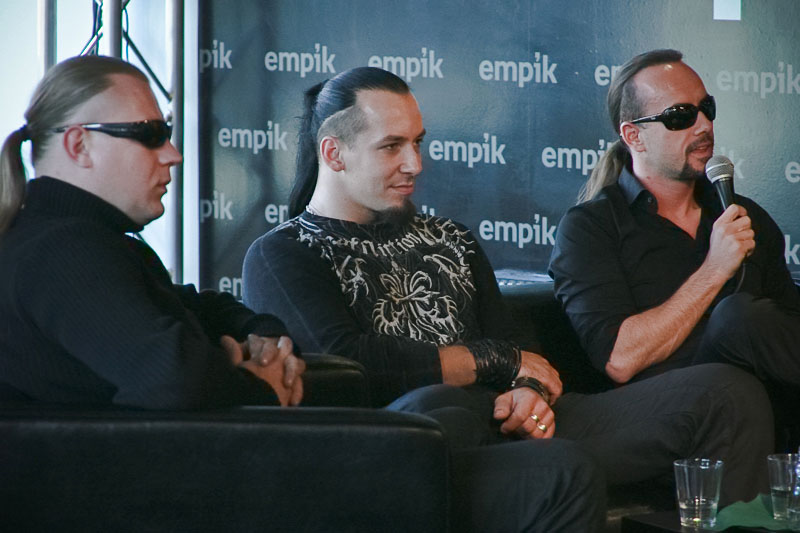
Behemoth en Empik en el 2009. De izq. a der: Zbigniew Promiński, Tomasz Wróblewski y Adam Darski.

En enero del 2010 Behemoth se presentó en Norteamérica durante el "Evangelia Amerika Tour". En marzo, salió de gira por Europa con algunos shows en Escandinavia, Grecia y Turquía. En abril, la banda se presentó en Japón, Australia y Nueva Zelanda. En mayo, iniciaron el tour europeo "Evangelion Summer Campaign 2010" con shows al aire libre en Austria, Suiza, Alemania, Suecia, Dinamarca y Polonia. En junio y julio giraron por Francia, Portugal, España, Italia, Bélgica, Suiza, Turquía, Serbia y Croacia junto a Decapitated y Ex Deo. En julio y agosto aparecieron en más festivales en Chequia y Polonia.
En agosto del 2010, Nergal tuvo que ser hospitalizado ya que se le diagnosticó leucemia. Se informó también que el estado de su enfermedad era ya muy avanzado y que la quimioterapia no podía ayudarlo. Dorota Rabczewska, su novia, voluntariamente se ofreció para donarle médula ósea, aunque su sangre resultó incompatible. La banda se vio forzada a cancelar sus shows previstos para agosto, incluyendo el Sonisphere Festival en Finlandia, los conciertos programados en Rusia, Bielorrusia y estados Bálticos en septiembre y octubre, además de la gira norteamericana "Lawless States of Heretika" al lado de Watain, Withered y Black Anvil en noviembre y diciembre.
En noviembre de 2010, Nergal consiguió con la ayuda de sus fanes un donante compatible y el trasplante fue realizado al mes siguiente. Nergal dejó el hospital en enero y se recupera de su enfermedad. El vocalista intimó detalles de lo sucedido en una entrevista para Revolver Mag.

## Símbolos
Los símbolos que utiliza Behemoth tratan en general sobre el anticristianismo, ocultismo y la mitología de Oriente Medio. 
Durante los conciertos, como parte de la escenografía, la banda utiliza el hexagrama thelemático de Aleister Crowley. El símbolo muestra el macrocosmos, los seis brazos corresponden a Saturno, Júpiter, Marte, Venus, el sol y la luna. El logo de New Aeon Musick combina el símbolo del Caos, una Cruz Invertida y un águila bicéfala.
La portada de The Apostasy muestra a la diosa Kali. En este álbum también aparece Pazuzu, el demonio de la mitología sumeria. 
|                     |                  |        |      |          |
| Hexagrama Unicursal | Símbolo del Caos | Pazuzu | Kali | Baphomet |

## Miembros
Miembros actuales

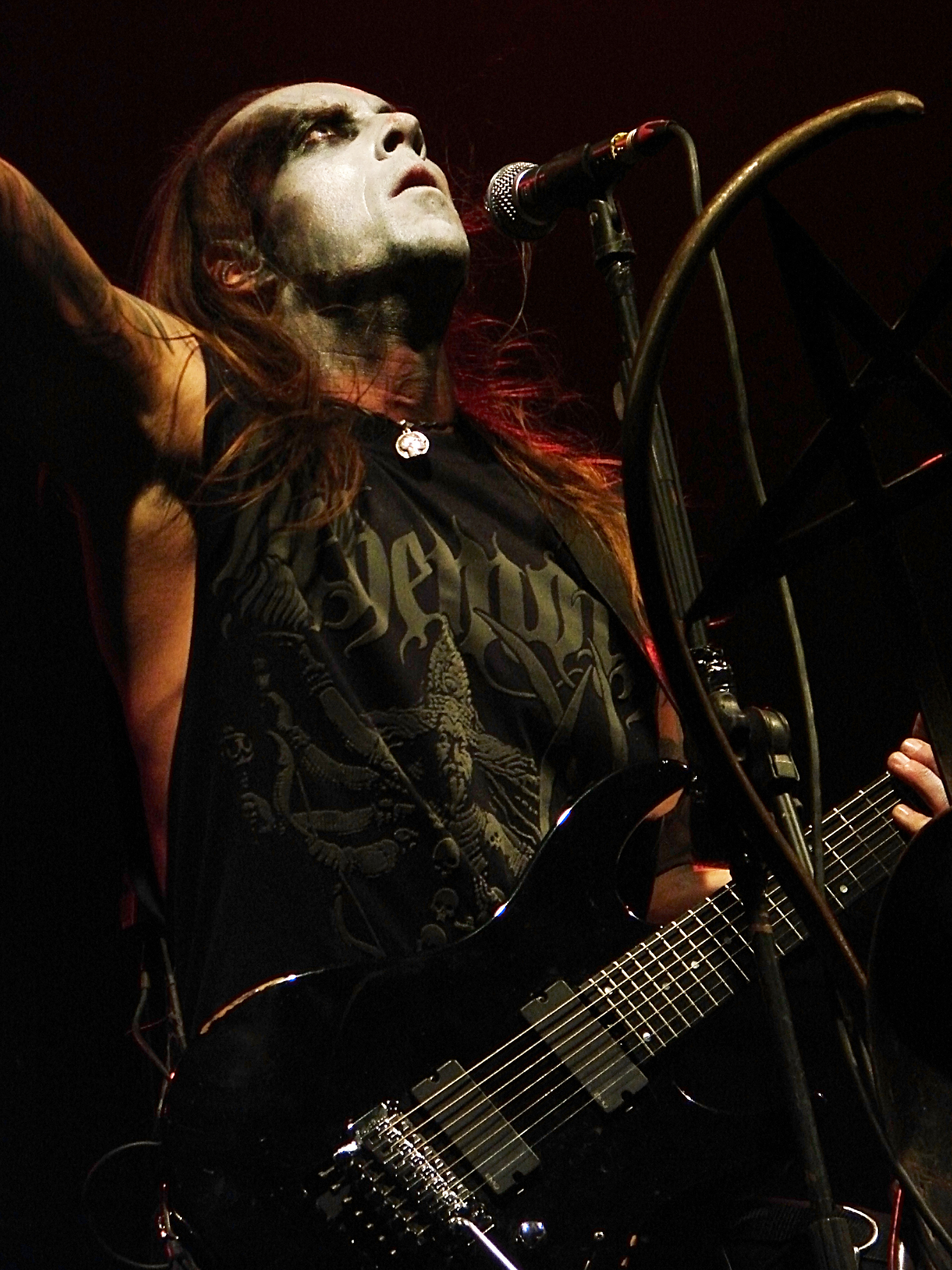
Nergal voz, guitarra 1990 - actualidad
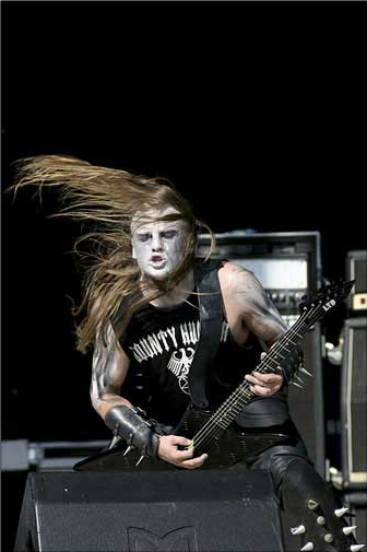
Seth guitarra 2003 - actualidad
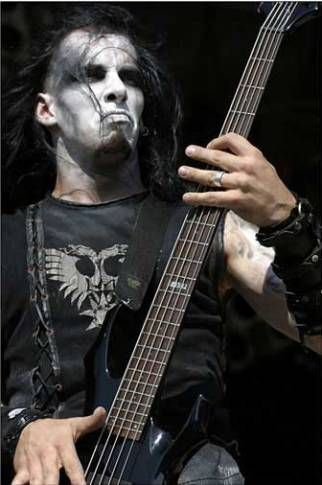
Orion bajo 2003 - actualidad
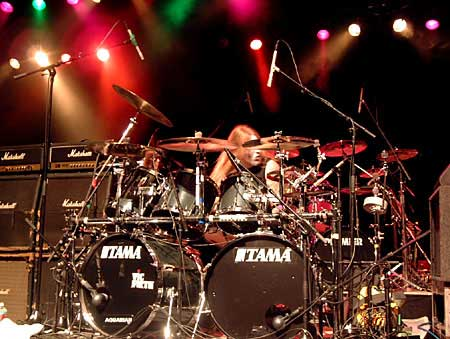
Inferno batería 1996 - actualidad

Miembros pasados
- Adam "Baal Ravenlock" Muraszko - batería (1991-1996)
- Leszek "Less" Dziegielewski - guitarra, bajo (1996-1997)
- Marcin "Novy" Nowak - bajo (Vader) (1999-2003)
- Mateusz Maurycy "Havok" Śmierzchalski - guitarra (1999-2003)
- Mafisto - bajo (1997-1999)
- Rafał "Frost" Brauer - guitarra (1991-1993)
- Leszek "L.Kaos" Dziegielewski - guitarra (1993-1996)
- Cezary "Cezar" Augustynowicz - teclista - Christ Agony - (1991-1992)
- Robert "Rob Darken" Fudali - teclista - Graveland - (1992-1994)

## Discografía
Álbumes de estudio
- 1995: Sventevith (Storming Near the Baltic)
- 1996: Grom
- 1998: Pandemonic Incantations
- 1999: Satanica
- 2000: Thelema.6
- 2002: Zos Kia Cultus (Here and Beyond)
- 2004: Demigod
- 2006: Demonica
- 2007: The Apostasy
- 2008: Ezkaton
- 2009: Evangelion
- 2014: The Satanist
- 2015: Thy Winter Kingdom/From the Pagan Vastlands
- 2018: I Loved You at Your Darkest
- 2021: In Absentia Dei
- 2022: Opvs Contra Natvram
- 2025: The Shit ov God